# Suite voor strijkorkest (Bridge)
Frank Bridge voltooide zijn Suite voor strijkorkest in januari van 1910. Hij werkte aan het stuk rond de Kerstdagen van 1909. Het is een van de werken, die relatief veel is opgenomen van deze componist. Toch was het werk bij de introductie niet direct een succes. De eerste echte uitvoering moest Bridge zelf leiden, het was toen 8 oktober 1920 tijdens een Promsconcert in de Queen’s Hall. Het werk werd afgerond vlak voordat hij aan zijn populairste werk De zee begon.

## Muziek
De muziek licht goed in het gehoor en is niet zwaar van karakter. Sommige delen leunen tegen salonmuziek aan, zonder het daadwerkelijk te zijn. De Nocturne (deel 3) klinkt wat zwaarder dan de overige delen, maar echt zwaar en diepzinnig wordt het niet.

### Delen
1. Prelude, moderato – Un pochettino maestoso – Allegro ma non troppo – Tempo I, tranquillo – meno mosso e tranquillo (negenachtste maat)
2. Intermezzo, Allegretto grazioso (driekwartsmaat)
3. Nocturne, Adagio molto – Un pochettino animato – Tempo I (zesachtstemaat)
4. Finale, Allegro vivo – poco meno mosso – tempo I (tweekwartsmaat).

### Orkestratie
- violen, altviolen, celli, contrabassen

## Discografie
- Uitgave Chandos: BBC National Orchestra of Wales o.l.v. Richard Hickox, opname 2003
- Uitgave RCA Victor: Britten Sinfonia, Nicholas Cleobury
- Uitgave Lyrita: London Philharmonic Orchestra, Adrian Boult
- Uitgave Chandos: Bournemouth Sinfonietta o l.v. Norman del Mar (meerdere uitgaven)
- Uitgave Nimbus Records: English String Orchestra o.l.v. William Boughton